# Rc9
국악창작앙상블 Rc9는 대한민국의 국악 그룹이다. 2021년 싱글 《공 존》으로 데뷔했다.

## 방송
- 풍류대장 - 힙한 소리꾼들의 전쟁 (2021) - Top23(15위)
- BTN라디오 오락발전소 (2022)
- 21세기 한국음악프로젝트

## 음반
- 풍류대장 - 힙한 소리꾼들의 전쟁 Episode.1 (2021)
- 공 존 (2021)
- 호접몽 (2023)
- 4 Emotions (2023)

## 공연
- 굿 프로젝트 Knock, 넋2 - 제주칠머리당굿 (2021)
- 갈라콘서트 with 풍류대장 - 평택 (2022)